# Sandusky (Michigan)
Sandusky – miasto w Stanach Zjednoczonych, w stanie Michigan, siedziba administracyjna hrabstwa Sanilac.